# 博多座
博多座（はかたざ）は、福岡市博多区下川端町にある九州最大級の演劇専用劇場。大型複合商業施設の博多リバレインの主要テナントで、博多座・西銀ビルの2階から6階にある。

## 概要
歌舞伎・ミュージカル・商業演劇（座長芝居）など、月替わりで様々な演目が公演される。座席数は最大1,500席と九州では最大級であり、九州各地はもとより山口県や西日本一帯からの団体での来場も多い。
あらゆる演劇ジャンルに対応可能な「演劇専用劇場」として設計されている。演目により「廻り舞台」「花道」「袖花道」「奈落」「オーケストラピット」「鳥屋」などが設置される。左記の設備を全て兼ね備えた劇場は、全国でもこの博多座だけである。『ミス・サイゴン』をオリジナル演出版で上演することを念頭に置いており、演出の目玉である実物大ヘリコプターが設置可能な舞台面積（舞台袖・奥行が客席面積の約1.5倍）に作られた。また、舞台設計のコンセプトが「スーパー歌舞伎の上演」である為に、花道部分の天井内に宙乗りに必要な設備を備え付けている。ミュージカル上演時は生オーケストラにより演奏が行われる。
毎年6月の歌舞伎興行の際には、博多座の隣を流れる博多川で歌舞伎役者達による「船乗り込み」が行われる。運営は福岡市と演劇興行企業、地元企業の出資による第三セクター企業である株式会社博多座が行う。毎年12月は市民のために開放されている。博多検番の芸妓総出の「博多をどり」も毎年ここで公演が行われている。博多での複数日数での歌舞伎興行は大博劇場（閉館）以来である。また、博多座という名称は二代目であり、初代博多座は川上音二郎一座が1910年（明治43年）博多区千代において開設している。
公演に応じて幕見席を設けている。

## 沿革
- 博多区の中洲地区の東隣にある下川端地区の再開発を目的として、博多リバレインとともに計画された。
- 1996年7月5日 株式会社博多座設立。
- 1999年5月30日 開場。開場披露 博多座開場記念式典「博多座開き」 が行われる。
- 1999年6月3日 『こけら落とし博多座大歌舞伎』開幕。博多座興業がスタート。十二代目市川團十郎による『勧進帳』・『毛剃』、七代目尾上菊五郎による『弁天小僧』、四代目坂田藤十郎（当時3代目鴈治郎）による『京鹿子娘道成寺』・『葛の葉』などが上演された。
- 2001年7月1日 初めての自主制作公演として、『ロミオとジュリエット2001』（主演：牧瀬里穂・山本耕史）を製作。
- 2005年3月20日 福岡県西方沖地震により、開業初めて公演中止。
- 2006年11月10日 累計入場者数400万人突破。ちなみに、このときの演目は『吉幾三特別公演』昼の部。
- 2008年10月6日 累計入場者数500万人突破。演目は「恋ぶみ屋一葉」（浅丘ルリ子主演）。
- 2009年6月 博多座、開場10周年を迎える。演目は花形歌舞伎。
- 2015年3月6日 博多座自主制作公演「めんたいぴりり」（博多華丸主演）では、博多祇園山笠（中洲流）が毎ステージ舞台上に登場した。
- 2016年2月下旬から3月末まで開業初めての長期休館。大幅なリニューアル工事を行い、同4月、リニューアルオープン。演目は「スーパー歌舞伎Ⅱ ワンピース」
- 2019年、博多座開場20周年、演目は菊五郎座頭の大歌舞伎。累計入場者数1000万人突破。
- 2020年、新型コロナウイルス感染症の拡大により、2月下旬から秋まで公演が中止された。

## 公演

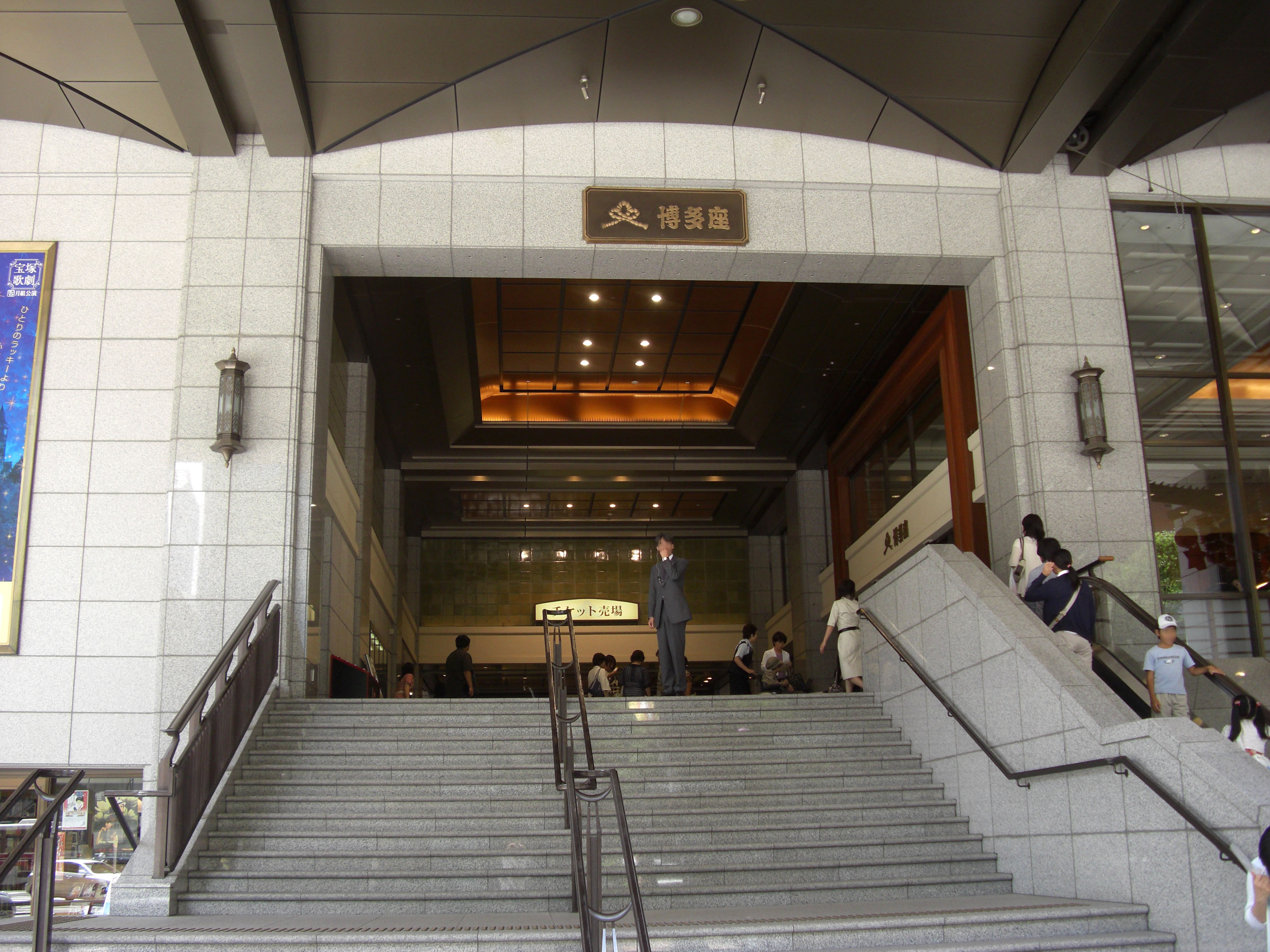
博多座入口

### 定番演目
- 歌舞伎公演（原則として松竹による独占的制作）
関西以西で歌舞伎を1ヶ月間“常打ち”で上演している劇場はここだけである。
- 宝塚歌劇団福岡公演
毎年、組替わりで公演を行う。（2012年まで8月が恒例だったが変動、2015年から5月が恒例）
- ミュージカル　東宝・松竹の制作によるものが多い。
- 舞台演劇　歌手芝居他。明治座・東宝・松竹が制作を担当する。

### 公演一覧
12月は市民開放月のため、公演記録としては記載しない。

#### 定番公演
| 月     | 2月                          | 6月                           | 8月      |
| 公演名 | 歌舞伎                       | 歌舞伎                        | 宝塚歌劇 |
| ------ | ---------------------------- | ----------------------------- | -------- |
| 1999年 | —                            | 博多座開場記念 柿葺落大歌舞伎 | 星組公演 |
| 2000年 | 十五代目片岡仁左衛門襲名披露 | 六月大歌舞伎                  | 月組公演 |
| 2001年 | 二月大歌舞伎                 | 六月大歌舞伎                  | 雪組公演 |
| 2002年 | 十代目坂東三津五郎襲名披露   | 六月大歌舞伎                  | 花組公演 |
| 2003年 | 五代目坂東玉三郎特別公演     | 四代目尾上松緑襲名披露        | 宙組公演 |
| 2004年 | 花形歌舞伎                   | 二代目中村魁春襲名披露        | 星組公演 |
| 2005年 | 三国一夜譚                   | 十一代目市川海老蔵襲名披露    | 花組公演 |
| 2006年 | 四代目坂田藤十郎襲名披露     | 十八代目中村勘三郎襲名披露    | 宙組公演 |
| 2007年 | 花形歌舞伎                   | NINAGAWA十二夜                | 星組公演 |
| 2008年 | 花形歌舞伎                   | 六月大歌舞伎                  | 月組公演 |
| 2009年 | —                            | 六月大歌舞伎                  | 宙組公演 |
| 2010年 | 花形歌舞伎                   | 六月大歌舞伎                  | 星組公演 |
| 2011年 | 五代目坂東玉三郎特別公演     | 六月大歌舞伎                  | 星組公演 |

#### その他
公演名は、一般の舞台演劇を、公演名は、ミュージカルを、公演名は、座長公演を、それぞれ指す。
| 月     | 1月                        | 3月                               | 4月                         | 5月                                | 7月                        | 9月                        | 10月                    | 11月                            |
| ------ | -------------------------- | --------------------------------- | --------------------------- | ---------------------------------- | -------------------------- | -------------------------- | ----------------------- | ------------------------------- |
| 1999年 |                            |                                   |                             |                                    | ローマの休日               | 北島三郎特別公演           | 新派特別公演            | 松平健特別公演                  |
| 2000年 | 王様と私                   | 五木ひろし特別公演                | 唐人お吉                    | 旗本退屈男                         | 出雲の阿国                 | 細川たかし特別公演         | 雪国                    | 博多座スーパー歌舞伎 新・三国志 |
| 2001年 | 墨東綺潭                   | おはん                            | 滝の白糸                    | 小林幸子特別公演                   | ロミオとジュリエット2001   | 北島三郎特別公演           | エリザベート            | 歌舞伎公演 小笠原騒動           |
| 2002年 | 42ND STREET                | 博多座スーパー歌舞伎 新・三国志II | 赤ひげ                      | ラ・マンチャの男                   | マイ・フェア・レディ       | 九月博多座大歌舞伎         | 細川たかし特別公演      | 三婆                            |
| 2003年 | キス・ミー・ケイト         | 細雪                              | 道頓堀ものがたり            | 博多座スーパー歌舞伎 新・三国志III | 小林幸子特別公演           | 放浪記                     | 北島三郎特別公演        | 西太后                          |
| 2004年 | レ・ミゼラブル             | 松平健特別公演                    | 花あかり                    | サウンド・オブ・ミュージック       | 母に捧げるバラード         | 北島三郎特別公演           | エリザベート            | 歌舞伎公演 南総里見八犬伝       |
| 2005年 | 新・近松心中物語           | 喜劇・売らいでか！                | 放浪記                      | 北島三郎特別公演                   | イーストウィックの魔女たち | 九月博多座大歌舞伎         | 小林幸子特別公演        | モーツァルト!                   |
| 2006年 | 屋根の上のヴァイオリン弾き | おもろい女                        | 四月博多座名作公演          | 桂春団治                           | 阿修羅のごとく             | 母に捧げるラストバラード   | 風と共に去りぬ          | 吉幾三特別公演                  |
| 2007年 | マリー・アントワネット     | 中村美律子特別公演                | 雪まろげ                    | 小林幸子特別公演                   | 極楽町一丁目               | レ・ミゼラブル             | レ・ミゼラブル          | 北島三郎特別公演                |
| 2008年 | 細雪                       | 舟木一夫特別公演                  | スーパー歌舞伎 ヤマトタケル | 放浪記                             | 小林幸子特別公演           | エリザベート               | 恋ぶみや一葉            | 北島三郎特別公演                |
| 2009年 | ミス・サイゴン(1・2・3月)  | ミス・サイゴン(1・2・3月)         | 博多座陽春特別公演          | 石川さゆり特別公演                 | 母に捧げるバラード         | ダンス・オブ・ヴァンパイア | 通し狂言 雷神不動北山櫻 | 北島三郎特別公演                |
| 2010年 | 女の花道                   | コロッケ特別公演                  | 三婆                        | 佐賀のがばいばあちゃん             | 大奥                       | 北島三郎特別公演           | マイ・フェア・レディ    | 松平健特別公演                  |

- 定番以外にも、歌舞伎公演が行われている。
- 『レ・ミゼラブル』は、博多座始まって以来の連続・長期公演となった。（2007年9月と10月）
- 2009年1月時点で、『ミス・サイゴン』をオリジナル演出版で上演したのは世界で唯一博多座だけであった。

#### 短期公演
- 2007年8月26-28日　『ちぎれた雲はどこへ行く』
- 2009年12月21-23日　博多座文楽公演『菅原伝授手習鑑』『義経千本桜』『新版歌祭文』
- 2010年4月22-28日　ミュージカル『ブラッド・ブラザーズ』

#### チケット問題
- 2004年、正規で買うより安い半額チケットや、タダ券が一部でたくさん出回ったことについて、福岡市議会において共産党議員より指摘があり問題になった。指摘は特に歌舞伎公演においてだった。[5]

## 交通
- 福岡市交通局（地下鉄空港線・箱崎線）中洲川端駅下車、徒歩1分
- 西鉄バス川端町・博多座前バス停下車、徒歩1分

## 参考資料
- 『Please』（JR九州が発行している旅の情報誌）2009年1月号 「博多座」10年、これからも……。